# هامیلتون سیتی (کالیفرنیا)
هامیلتون سیتی (به انگلیسی: Hamilton City) یک منطقهٔ مسکونی در ایالات متحده آمریکا است که در شهرستان گلن، کالیفرنیا واقع شده‌است. هامیلتون سیتی ۰٫۸۰۷ کیلومتر مربع مساحت و ۱٬۷۵۹ نفر جمعیت دارد و ۴۶ متر بالاتر از سطح دریا واقع شده‌است.